# Air Liquide
För musikgruppen, se Air Liquide (band).
Air Liquide (franska: "flytande luft") är en av världens största gaskoncerner med över 67 100 anställda i 73 länder och över 3,9 miljoner kunder och patienter. Koncernens verksamhet består bl.a. av tillverkning och försäljning av gaser till områden som industri, kemi, elektronik, livsmedel, miljövård och sjukvård.

## Air Liquide i Sverige
Georges Claude var en fransk uppfinnare som i början av 1900-talet lyckades framställa syrgas genom att destillera luft, som komprimerad och avkyld fick flytande form. Han fick också patent på en metod att lagra acetylengas på stålflaskor. Gasen användes för belysning där man saknade el- och gasnät. Bland annat lantgårdar fick ljus med hjälp av acetylen, liksom bilar, lokomotiv, järnvägsvagnar och fyrar långt ute till havs.
1902 grundade Georges Claude och visionären Paul Delorme företaget Air Liquide i Paris, för att börja producera och marknadsföra industrigaser. Ett problemet var att långa transporter gjorde deras produkter dyra. Lösningen var att starta fabriker närmare kunderna och Air Liquide började därför att etablera sig runt om i världen.
I Malmö fanns ett företag i vinbranschen vid namn AD. Faxe & Söner. Gunnar Faxe, sonson till firmans grundare, var redan som 24-åring berest, välutbildad och klar att ta över importen av vin. Men han upptäckte mer än goda viner på sina resor. Han fascinerades av alla nya uppfinningar som förändrade människornas vardagsliv.
En annons från AB Gasackumulator, undertecknad av Gustaf Dalén, fick honom att ta steget in i den växande gasbranschen. Gunnar Faxe kontaktade Gustaf Dalén och 1906 beslöt de båda att börja tillverka acetylen i Malmö enligt Daléns nya metod.
Men gasmarknaden förändrades snabbt och Gunnar Faxe insåg att Malmö också behövde en syrgasfabrik. Han kontaktade Air Liquide i Paris och fick fransmännen att 1912 gå in med 75 % i ett nytt bolag.
Detta företag bytte namn till Syrgas AB Alfax 1962 (1968 förenklat till Alfax AB). Företaget samägdes av franska Air Liquide och G. C. Faxe AB fram till 1972 när det blev ett helägt dotterbolag.

## Historik
1902
- Fransmannen Georges Claude lyckas separera luftens gaser från varandra och Air Liquide i Frankrike grundas

1912
- G.C. Faxe i Malmö sluter samarbetsavtal med franska Air Liquide
- Air Liquides inträde på den svenska marknaden
- Syrgasfabrik, Malmö

1962-1986
- Luftgasfabrik, Malmö
- Acetylenfabrik, Burlöv
- Air Liquide förvärvar samtliga aktier i Alfax AB, tidigare G.C. Faxe
- Luftgasfabriker, Surahammar
- Koldioxidfabrik, Kristianstad

1994-1996
- Alfax AB blir Air Liquide Gas AB
- Allti Gasol förvärvas
- Koldioxidfabrik, Helsingborg

1999-2002
- Air Liquide Gas AB och dess systerbolag i Danmark och Norge går samman i en gemensam skandinavisk organisation
- Syrgasfabrik, Skellefteå

2004-2007
- En gemensam nordisk organisation bildas av Air Liquide-bolagen i Sverige, Danmark, Norge och Finland
- Air Liquide säljer gasolverksamheten till Primagaz AB

2012
- Air Liquide Gas AB firar 100-årsjubileum

## Gaslösningar
Air Liquide GAS AB har gaslösningar till bland annat:
Drycker, livsmedel, svetsning och metallbearbetning, sjukvård, läkemedel och bioteknik, fordonsindustri, mining och batteriproduktion, förnybar energi. elektroniktillverkning, fiskodling. kylindustri och air condition, forskning och analysis. mm.

## Hållbar utveckling
Air Liquides mål är att vara koldioxidneutrala till 2050.
- 2017 - Air Liquide var först med att introducera klimatsmart gas i Norden, kallad Green Origin. Dessa gaser produceras med 100 % förnybar energi
- 2023 - [2] Eco Origin, klimatsmart gas lanseras som använder 100 % förnybar energi.

Air Liquide har undertecknat FN:s Global Compact, ett initiativ där de 10 grundprinciperna avser mänskliga rättigheter, internationella arbetsnormer, miljön och kampen mot korruption.
Air Liquide har undertecknat Responsible Care Global Charter, ett initiativ från Internationella rådet för kemiska föreningar (ICCA) som syftar till att förbättra de globala prestationerna inom kemisk industri vad gäller hälsa, säkerhet och miljöskydd.
Air Liquide bidrar till de globala hållbarhetsmål som infördes av FN.

## Källhänvisningar
1. ↑  Våra första 100 år. – Air Liquide i Sverige 1912–2012
2. ↑  ECO ORIGIN
3. ↑  Global Compact
4. ↑  Responsible Care Global Charter
5. ↑  globala hållbarhetsmål (SDG)